# Ordes (Toques)
Ordes (llamada oficialmente Santa María de Ordes) es una parroquia y un lugar español del municipio de Toques, en la provincia de La Coruña, Galicia.

## Entidades de población
Entidades de población que forman parte de la parroquia:
- Barrigas
- Bragaña
- Cabana (A Cabana)
- Codesás (Os Codesás)
- Lamea (A Lamea)
- Moede
- Ordes
- Portolar
- Penelas (A Penela)
- A Cabana Vella
- As Carballeiras

## Despoblado
- Coitos

## Demografía

### Parroquia
| Gráfica de evolución demográfica de Ordes (parroquia) entre 2000 y 2019 |
|                                                                         |
| Datos según el nomenclátor publicado por el INE.                        |

### Lugar
| Gráfica de evolución demográfica de Ordes (Lugar) entre 2000 y 2019 |
|                                                                     |
| Datos según el nomenclátor publicado por el INE.                    |